# Douglas B-23 Dragon
Il Douglas B-23 Dragon era un bombardiere medio bimotore ad ala bassa prodotto dall'azienda statunitense Douglas Aircraft Company negli anni quaranta.
Sviluppato dal precedente pari ruolo B-18 Bolo, lo sostituì progressivamente nelle file della United States Army Air Forces.

## Storia del progetto
Dopo aver realizzato il B-18 Bolo, sviluppato su una specifica dell'United States Army e che ebbe come concorrente diretto il Boeing B-17 Flying Fortress, il favore riscontrato dall'US Army per quest'ultimo spinse la Douglas a considerare un programma di sviluppo al fine di migliorare le prestazioni complessive del proprio modello. Il progetto incorporava numerose modifiche tra le quali l'adozione di un impianto motore più potente, sostituendo gli originali radiali Wright R-1820 a 9 cilindri singola stella da 1 000 hp (746 kW) ciascuno con una coppia di Wright R-2600-1 14 cilindri doppia stella da 1 600 hp (1 194 kW). Al termine delle modifiche il progetto originale era così variato che al modello venne assegnata la nuova designazione XB-22.
Le modifiche effettuate vennero considerate soddisfacenti e l'USAAC modificò il Contract AC9977, il precedente contratto di fornitura, richiedendo che l'ultimo lotto di 38 esemplari di B-18A fosse sostituito da altrettanti nuovi modelli assegnando loro la definitiva designazione B-23. Il B-23 era caratterizzato da un'ala dalla maggiore apertura e dall'aspetto molto simile a quella utilizzata dal Douglas DC-3, da un carrello d'atterraggio completamente retrattile e da un più pesante armamento difensivo costituito anche da una postazione in coda vetrata, primo bombardiere operativo statunitense ad adottare questa soluzione.
Il primo B-23 venne portato in volo per la prima volta il 27 luglio 1939 e la produzione in serie proseguì fino al settembre 1940.

## Tecnica
L'aspetto del Dragon risultava molto simile al Douglas DC-3, ovvero bimotore ad ala bassa e di costruzione interamente metallica. La fusoliera, caratterizzata da un muso ampiamente vetrato ed una cabina di pilotaggio rialzata, terminava posteriormente in un'impennaggio di coda tradizionale dalla deriva di grandi dimensioni. Il carrello d'atterraggio era triciclo classico, completamente retrattile, con le gambe di forza anteriori che si ritraevano nelle gondole dei motori ed il ruotino posteriore che veniva integrato nella parte sottostante la coda. La propulsione era affidata a 2 motori radiali Wright R-2600-3 capaci di 1 600 hp (1 194 kW) ciascuno. L'armamento difensivo era costituito da tre mitragliatrici Browning M1919 da 7,62 mm (0,30 in) più una Browning M2 da 12,7 mm (0,50 in) nella torretta posteriore, il primo bombardiere statunitense in servizio operativo ad essere equipaggiato di una postazione per il mitragliere in coda dotata di finestratura.

## Impiego operativo
Benché più veloce e meglio armato del precedente B-18 da cui derivava, il B-23 risultava inferiore ai pari ruolo North American B-25 Mitchell e Martin B-26 Marauder, che beneficiavano di una progettazione più recente. Per questo motivo i 38 esemplari prodotti non vennero mai usati in combattimento andando a ricoprire ruoli alternativi quali aereo da addestramento, da ricognizione, da trasporto con la nuova denominazione UC-67 e come banco prova volante.
Un esemplare degli UC-67 venne riportato alla configurazione originale B-23 per essere esposto presso il National Museum of the United States Air Force.
Il piano verticale di coda venne utilizzato dalla divisione aeronautica della Ford per sostituirlo alla soluzione originale a doppia deriva sul bombardiere quadrimotore Consolidated B-24 Liberator ma, pur avendo riscontrato un miglioramento delle prestazioni, non venne adottato dalla produzione di serie. Al contrario venne più tardi adottato sul derivato Consolidated PB4Y-2 Privateer utilizzato dalla U.S. Navy nel ruolo di pattugliatore marittimo.
Al termine della seconda guerra mondiale, l'imprenditore statunitense Howard Hughes acquistò un esemplare di B-23 che fece convertire ad aereo da trasporto civile ad uso personale.

## Utilizzatori
Stati Uniti
- United States Army Air Corps

## Velivoli comparabili
- Douglas XB-22
- North American B-25 Mitchell
- Martin B-26 Marauder